# Dorcus curvidens
Dorcus curvidens hay kẹp kìm sừng cong là một loài bọ cánh cứng thuộc họ Lucanidae (Kẹp kìm, Bọ sừng hươu, hay Gạc nai).